# Освіта в Сербії

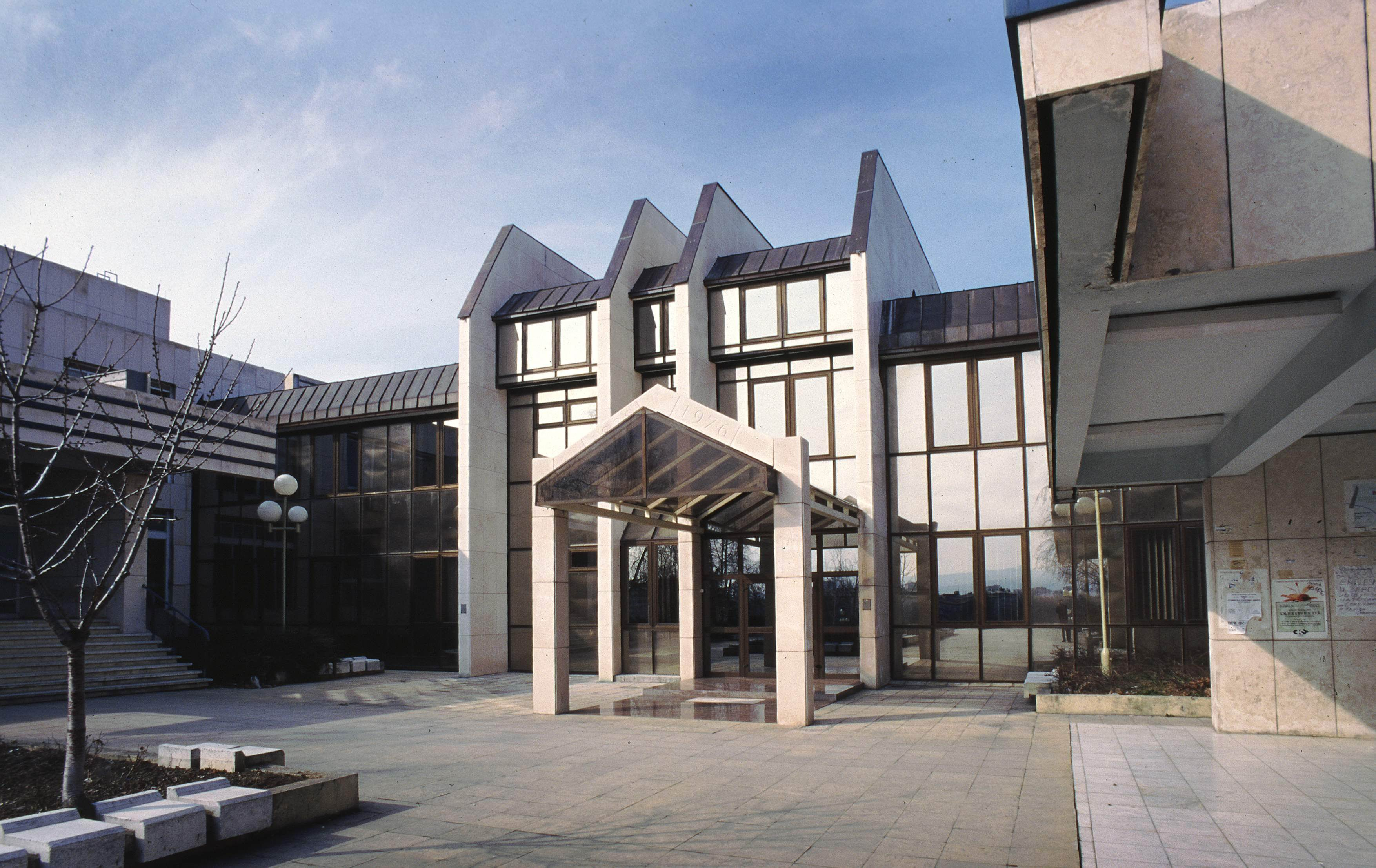
Університет в місті Крагуєвац

Освіта в Сербії поділяється на дошкільну, початкову загальну, середню і вищу (університет). Вона знаходиться під контролем Міністерства освіти і науки Сербії

## Поточна система освіти
Сербія є учасницею Болонського процесу, завдяки якому система освіти була модернізована відповідно до європейських стандартів, а також зазнала реорганізації. Установи дошкільної та початкової загальної освіти залишилися без змін. Університети розпочали пропонувати ступені бакалавра, магістра і доктора. Попередні дипломи були прирівняні до ступеня бакалавра і магістра.

### Багатосторонні угоди
- Міжнародна конвенція про визнання навчальних курсів, дипломів про вищу освіту та вчених ступенів у арабських і європейських державах басейну Середземного моря (ЮНЕСКО, підписана 17 грудня 1976 року)
- Конвенція про визнання навчальних курсів, дипломів про вищу освіту та вчених ступенів у державах регіону Європи (ЮНЕСКО, підписана 21 грудня 1979 року)

## Виникнення системи освіти
В автономній Сербії в складі Османської імперії освітніх установ спочатку було мало.У 1835 році налічувалося 69 (з них 25 державні) шкіл, де навчалися 2283 людини. У 1833 році була відкрита перша гімназія, а в 1838 році перший ліцей.

## Система освіти до участі в Болонському процесі

#### Початкова освіта

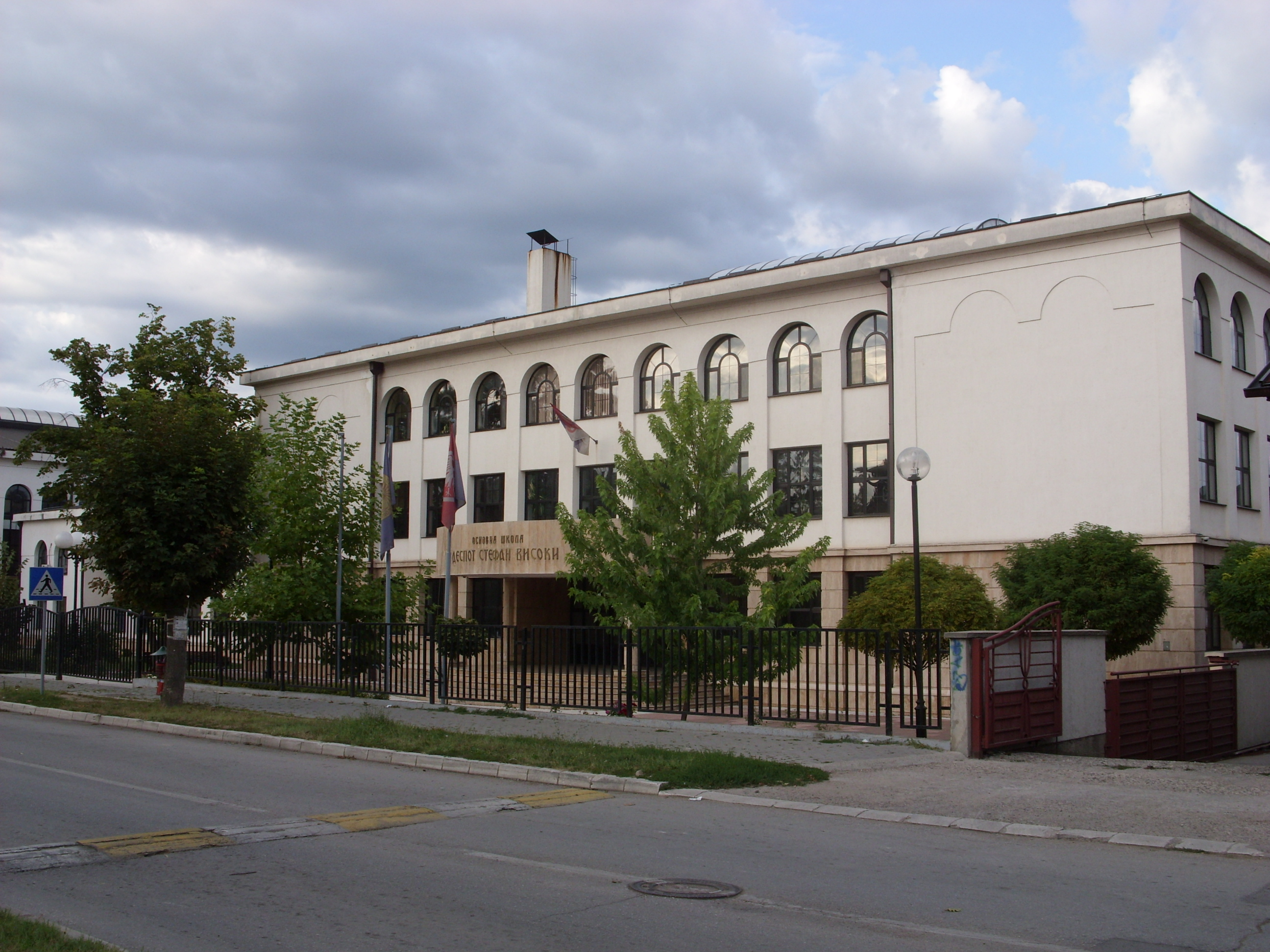
Початкова школа у місті Деспотовац

Навчання починалося з дошкільної освіти, або з початкової школи. Діти йшли в початкову школу (серб. osnovna škola). Тривалість навчання становила 8 років і поділялася на 2 етапи:
- Молодші класи (з 1 по 4)
- Старші класи (з 5 по 8)

У молодшій школі учні розподілялися на класи у випадковому порядку. Заняття з усіх предметів, за винятком англійської, проводив один вчитель. Основні предмети, що вивчаються в молодших класах:
1. Математика,
2. Сербська мова,
3. Образотворче мистецтво (уроки малювання),
4. Музика
5. Фізична культура,
6. Світ навколо нас (вивчення природи),
7. Факультативи.

Вивчення англійської мови починалося з 1 класу. На цих уроках діти зазвичай вивчали пісні та деякі базові слова.
У старших класах діти вивчали нові предмети:
1. з 5 класу — Біологія, Географія, Історія, Іноземна мова (серед яких Французька, Німецька, Російська, Іспанська або Італійська мови) і технічні науки.
2. з 6 класу — Фізика
3. з 7 класу — Хімія та Комп'ютерна грамотність

Система оцінки знань була числова і використовувалася в молодших і старших класах початкової школи. 
Оцінки від 1 (найнижчий бал) до 5 (найвищий):
- 5 — відмінно (відповідає американським A і A+)
- 4 — дуже добре (відповідає американським B+ і A-)
- 3 — добре (відповідає американським C і B)
- 2 — достатньо (відповідає американським D і C)
- 1 — недостатньо (відповідає американській F)

Після закінчення 8 класу початкової школи учень здійснював вибір — чи необхідно йому продовжити подальше навчання, чи зупинитися на обов'язковій початковій школі.

#### Середня освіта

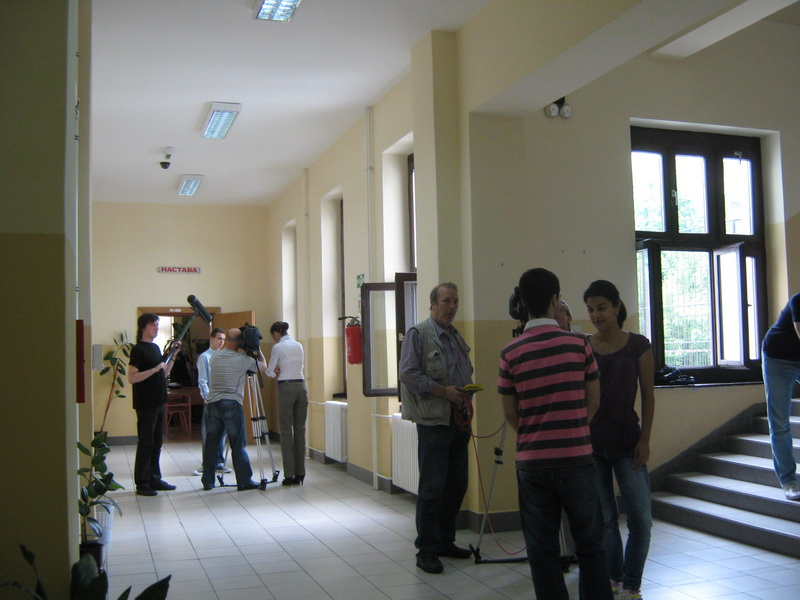
Математична гімназія в Сербії

Середні школи відповідали американським середнім школам і поділялися на 4 типи. Учень залежно від своїх вподобань та оцінок у початковій школі і результатів вступних іспитів міг відвідувати одну зі шкіл:
- Дві спеціальні школи для обдарованих учнів: Математична гімназія, яка приймає учнів з 11-12 років (тому гімназія є закладом початкової та середньої освіти) та Філологічна гімназія[sr].
- Гімназія (серб. gimnazija) — тривалість навчання становить 4 роки і пропонує загальну і різносторонню освіту. Учень зазвичай вибирає напрямок навчання: мови, соціальні (серб. društveni smer), точні та природничі науки(серб. prirodni smer).
- Школа (серб. stručna škola) — тривалість навчання становить 4 роки і пропонує навчання в декількох областях, при цьому учні все ще здобувають різносторонню освіту.
- ПТУ (серб. zanatska škola) — тривалість навчання складає 3 роки, без можливості продовження навчання і пропонує вузькоспеціалізовану освіту.

Вступні іспити, в основному, складаються з таких навчальних предметів як математика, сербська мова та література. Екзамени залежать від типу навчального закладу, а також бажання учня здати той чи інший предмет.
Середні школи в Сербії мають спеціалізовані курси і підрозділи. Приклади: медична школа (курси: загальна медицина, фармацевтика тощо) ветеринарна школа, технічна школа, дорожня школа, школа економіки.
Більшість шкіл, на відміну від гімназій, мають спеціальні назви і можуть складатися з декількох (часом різноспрямованих) шкіл. Приклад: Біологічно-Технічна школа, Торговельно-Економічна школа, Дорожньо-Технічна школа.
Середня освіта в Сербії поділяється на 2 типи: чотирирічна і трирічна. Учень має право змінити курс або школу в будь-який час, якщо поточні і попередні курси (у початковій школі) дозволяють це зробити (або на підставі складання тестів з відповідних навчальних курсів).
Чотирирічний термін навчання —  це базис для майбутнього отримання вищої освіти, оскільки після трирічного навчання учні не продовжують навчання в коледжі або університеті.
Приклади: курси у 4 річній школі: обчислювальна техніка, професійна електрика, медицина, професійна економіка, банківська справа.
Курси трирічного навчання: автослюсар, водопровідник, слюсар, слюсар-ремонтник, продавець.
Гімназія є винятком у системі освіти Сербії, оскільки після завершення навчання отриманні учень повинен продовжити навчання в коледжі, університеті, вищій школі. Випускник гімназії зі своїм дипломом може вступити в будь-який коледж (за результатами навчання та вступних іспитів), а випускник медичної школи, наприклад, не може піти в технічний університет, тому що він не пройшов необхідну навчальну програму.
Всі інші школи надають можливість відразу після завершення навчання розпочати кар'єру, наприклад: випускник медичної школи стає медичним братом (ветеринарної школи — ветеринарним медичним братом), школи економіки — банківським службовцем.
Також, діти в Сербії в початковій школі відвідують факультативи: релігію (серб. Veronauka) і суспільствознавство (серб. Građansko). Релігійне навчання — це заняття з вивчення релігії (ортодоксальне християнство), а суспільствознавство — це заняття, яке навчає як необхідно поводитися в суспільстві.
У Сербії не було релігійних конфліктів між атеїстами і віруючими з часів комунізму, коли релігія (в Югославії були такі вірування: ортодоксальні, католицькі, іслам) була заборонена. Якщо  батьки  не хочуть не хочуть залучати своїх дітей до сербської ортодоксальної релігії, то вони можуть записати їх на  факультативи з суспільствознавства. Обидва факультативи проводяться в один і той же час (учні розділені на дві групи).

#### Вища освіта
Вищі навчальні заклади приймають студентів на основі результатів навчання в середній школі та вступних іспитів:
- Вища школа (серб. viša škola) — тривалість навчання складає 3 роки, відповідає німецькій Fachhochschulen[en] (Університети прикладних наук),
- На факультетах (серб. fakultet) різних університетів (серб. univerzitet) і художніх академіях (серб. akademija umetnosti) (дивіться список університетів в Сербії) тривалість навчання складає від 4 до 6 років (докторантура 5-7 років) (один навчальний рік складається з 2-х семестрів — осіннього і весняного) та закінчується врученням диплома (дипломи вручаються на всіх рівнях навчання, але в школах вони називаються свідоцтво (серб. svedocanstvo).

#### Післядипломна освіта
Післядипломна освіта (серб. post-diplomsko obrazovanje) проходить після отримання Вищої освіти і пропонує спеціалізоване навчання для отримання ступеня Магістра і Доктора філософії

## Наукові ступені і кваліфікації
- серб. Diploma o završenoj srednjoj školi (свідоцтво про закінчення школи)
- серб. Diploma Višeg Obrazovanja (диплом про закінчення коледжу або завершенні бакалаврату).
- серб. Diploma visokog obrazovanja (диплом про закінчення університету)
- серб. Magistar nauka або серб. Magistar umetnosti (ступінь магістра)
- серб. Doktor nauka (доктор наук)